# フラルキ駅
フラルキ駅（フラルキえき）とは、中華人民共和国黒竜江省チチハル市フラルキ区に位置する浜洲線の駅。

## 歴史
- 1902年　開業。

## 隣の駅
中華人民共和国鉄道部
浜洲線
昂昂渓駅 - フラルキ駅 - 虎爾虎拉駅
座標: 北緯47度12分31秒 東経123度38分25秒 / 北緯47.2087度 東経123.6403度